# Regosol
Regosol je referenční třída půd v Taxonomickém klasifikačním systému půd České republiky. Regosoly jsou slabě vyvinuté půdy na sypkých sedimentech (spraše, sprašové hlíny, písky, štěrky). Obsahují pouze běžné horizonty akumulace organických látek. Do referenční třídy regosoly náleží půdní typ regozem.
Název pochází z anglického výrazu regosols. Jsou to půdy tvořící se na sypkých substrátech bez písku. Nemusí mít vytvořeny půdní horizonty. Jsou těžší, rozšířeny celosvětově. Vyskytují se na nich horší pastviny, v horách lesy. Tyto půdy podléhají často na svazích vodní erozi, naopak v nižších polohách jsou na nich nutné závlahy. Celosvětově mají rozlohu asi 260 milionů hektarů.

## Regozem RG
Regozemě vznikají ze sypkých sedimentů (písky) v rovinatých částech reliéfu. Jejich substrát je minerálně chudý a pedogeneze krátká, což zabraňuje výraznějšímu vývoji profilu. Regozemě se vyznačují lehkou zrnitostí, a to i u těžších substrátů v případě narušování vodní erozí. Regozemě mají kyselé pH, jsou extrémně vodopropustné a vysýchavé. Původní vegetací jsou chudé borové lesy. Hlavním půdotvorným procesem je slabá humifikace. 
Stratigrafie půdního profilu: A (Ap) – C
Rozlišujeme následující subtypy: modální, oglejená, glejová, karbonátová, vyluhovaná, dystrická, psefitická, arenická, pelická.